# Almedina de Fez
A Almedina de Fez também chamada Medina de Fez é a parte islâmica da cidade de Fez, em Marrocos.
Fundada no século IX e local da mais antiga universidade do mundo, Fez atingiu o seu apogeu nos séculos XIII e XIV, sobre o controlo dos Merínidas, quando substituiu Marraquexe como capital do reino. O planeamento urbano e a maior parte dos monumentos — madraçais, funduques, palácios, residências, mesquitas e fontes — datam desse período. Embora a capital política de Marrocos se tenha transferido para Rabate em 1912, Fez permanece a sua capital cultural e espiritual.
Embora seja frequentemente referida como "Almedina de Fez", Fez tem duas almedinas:
- Fès El Bali
- Fès Jdid

A Almedina de Fez foi declarada Património Mundial da UNESCO em 1981.